# 尚振令
尚振令（1934年9月—），男，祖籍山东黄县，生于上海，中华人民共和国政治人物，曾任长春市人民政府市长，吉林省人大常委会副主任，第七届全国人大代表。